# جوليان دوراند (سياسي)
جوليان دوراند (بالفرنسية: Julien Durand)‏ هو سياسي فرنسي، ولد في 25 مايو 1874 في نابولي في إيطاليا، وتوفي في 10 سبتمبر 1973 في باريس في فرنسا. حزبياً، نشط في Republican, Radical and Radical-Socialist Party ‏. وقد انتخب نائب فرنسي.